# Memphis arginussa
Espèce
Prepona arginussa est une espèce d'insectes lépidoptères (papillons) de la famille des Nymphalidae, de la sous-famille des Charaxinae et du genre Memphis.

## Dénomination
Memphis arginussa a été décrit par Carl Geyer en 1832 sous le nom initial de Corycia arginussa.
Synonyme : Anaea arginussa.

### Noms vernaculaires
Memphis arginussa eubaena se nomme Mottled Leafwing en anglais.

### Sous-espèces
- Memphis arginussa arginussa ; présent au Brésil.
- Memphis arginussa eubaena (Boisduval, 1870) ; présent au Mexique, au Guatemala et à Panama.
- Memphis arginussa onophis (C. & R. Felder, 1861) ; présent au Guatemala, en Colombie, en Équateur et au Pérou[1].

## Description
Memphis arginussa est un papillon  aux ailes antérieures à bord costal bossu, bord externe concave, bord interne concave et aux ailes postérieures munies d'une queue.
Le dessus est bleu sombre à marron, avec une partie basale plus claire, bleue ou bleu-vert, et une ligne submarginale de points clairs.
Le revers est marron clair et simule une feuille morte.

## Écologie et distribution
Memphis arginussa est présent au Mexique, au Guatemala, à Panama, en Colombie, au Brésil, en Équateur et au Pérou.

### Protection
Pas de statut de protection particulier.